# 鉅變
《鉅變：当代政治与经济的起源》（英語：The Great Transformation: The Political and Economic Origins of Our Time，又译《大转型》）是匈牙利裔美国政治经济学家卡尔·波兰尼的著作，1944年由Farrar & Rinehart首次出版，讲述了市场经济兴起期间英格兰发生的社会和政治动荡。波兰尼认为，不應將现代市场经济和现代民族國家當成割裂的要素，它們是一個統一的人類發明，即他所说的“市场社会”。
“市场社会”的显著特征是人类的经济观念发生了变化。在此之前，人们的经济基于个人和社区关系中的互惠和再分配。但由于工业化和国家影响力的增加，竞争性市场的产生打破了早前的社会趋势，取而代之的是旨在促进自律市场经济的正式制度。具有經濟自由主義思想的資本主義制度的扩张不仅改变了法律，而且从根本上改变了人类的经济关系；此前，市场在人类事务中的作用非常小，而且由于规模小，有時連價格都難以確定。工业化和国家对新建立的市场制度开始加强控制之后，人性倾向于理性自由交易的神话才开始廣為流傳。波兰尼認為，恰恰相反，“就一般而言，人类的经济是附属于其社会关系之下的。”因此，他提出了另一种民族誌经济学方法，称为“实质主义”，与“形式主义”相对立，两个术语都是波兰尼在後來的作品中提出的。
在更广泛的理论层面上，《鉅變》認為僅靠經濟理論是無法完整認識市場的。市场根植于社会和政治逻辑，因此经济分析师试图理解经济时，有必要考虑政治因素。因此，《鉅變》是政治经济学和国际政治经济学领域的一部重要著作。

## 历史
波兰尼于1930年代后期开始在英格蘭撰写《鉅變》。二战期间，他在美国寫完了这本书。他在書中解释了19世纪的经济和社会崩溃，以及自己在20世纪親歷的轉型。

## 论点
波兰尼认为，现代国家的发展与现代市场经济的发展是齐头并进的，在历史中相互关联，不可分割。从前现代经济转向市场经济，关键是改变人的经济头脑，使其脱离当地社会关系和制度的基础，脱离其先前的社会背景而转变为理想化的“理性”交易。市场社会出现之前，市场本身在社会中的作用非常有限，几乎仅限于长途贸易中。波兰尼写道，“但是亚当·斯密那一代的人将原始人视为倾向于以物易物及买卖的偏见，致使他们的信徒不去研究早期的人类。就如现在所知，他们从没有从事这项有价值的研究工作。”
现代市场经济是由强大的现代国家推动的，这一过程中，国家在推动社会结构的变化上，以及在强化和鼓励人性的某些方面上是必须的，这样才能建立起竞争性的资本主义经济。对于波兰尼来说，这些变化意味着整个前现代历史中遍存的基本社会秩序遭破坏。变化的核心是土地和劳动等生产要素变成市场定价，在市场上出售，而不再根据传统、再分配或互惠原则进行分配。这既是人类制度的改变，也是人性的改变。
他的经验案例在很大程度上依赖于对斯宾汉姆兰法律的分析，他认为这不仅是乡绅统治集团为维护传统生产体系和社会秩序而做出的最后尝试，也是社会的一种自卫措施，减轻了社会的压力。经济变革最猛烈时期的破坏。波兰尼还指出，中国、印加帝国、印度帝国、巴比伦、希腊和非洲各国的前现代经济体是按照互惠和再分配原则运作的，市场的作用非常有限，特别是在解决价格或生产要素配置。该书还提出了他的信念：市场社会是不可持续的，因为它对人性及其栖息的自然环境有致命的破坏性。
波兰尼试图扭转正统自由主义对资本主义崛起的看法，他认为“自由放任是计划的”，而社会保护主义则是社会对不受约束的自由市场造成的混乱的自发反应。他认为，构建“自律”的市场需要将社会分为经济领域和政治领域。波兰尼并不否认自律的市场带来了“前所未闻物质财富”，但他认为这个关注点过于狭隘。市场一旦将土地、劳动力和货币视为虚构商品，并将其纳入其中，“就意味着把社会本身屈从于市场规律之下”。
他认为，这导致了大规模的社会混乱，以及社会自发的自我保护行动。波兰尼认为，一旦自由市场试图将自己与社会的组织分离，社会就会自发反应形成社会保护主义，他称之为“双向运动”。波兰尼并不认为经济学是一门与其他研究领域隔绝的学科，而是认为经济和社会问题具有内在的联系。他以对社会主义社会的预测作为著作的收尾，并指出，“经过一整个世纪的盲目‘进步’后，人类开始重建自己的‘居住环境’。”

### 金本位
波兰尼就英国脱离金本位的决定提出了一个政治经济学领域的知名论据。他认为，英国脱离金本位是由于国际经济形势恶化和劳工的压力共同作用的必然结果。随着时间的推移，劳工的压力越来越大。维持金本位意味着英国政府必须实施紧缩政策，因而遭到劳工反对。詹姆斯·阿什利·莫里森在回顾关于金本位为何崩溃的解释时认为，许多后来的解释都和波兰尼最初的论点相差不大。他将这种论点总结如下：
全球经济的发展，特别是第一次世界大战后的发展，使得维持金本位变得越来越痛苦。国际合作的减少加上英国经济的相对衰退加剧了其困难。与此同时，新获得权力的工人阶级利用不断变化的“社会目标”来抵制捍卫黄金所必需的紧缩政策。

### 市场社会之前
波兰尼根据布罗尼斯拉夫·马林诺夫斯基研究特羅布里恩群島上的庫拉環交换的民族学著作，区分了作为便利商品交换的辅助工具的市场和市场社会。市场社会是指市场是通过价格机制进行商品交换的首要机构的社会。波兰尼认为，在基于自由市场经济的社会兴起之前，存在三种一般类型的经济体系：互惠、再分配和家计。
1. 互惠：物品交换是基于社会实体之间的互惠交换。宏观层面上，它包括生产赠送给其他群体的商品。
2. 再分配：贸易和生产集中于部落领袖或封建领主等中央实体，然后再分配给其社会成员。
3. 家计：以家庭为中心生产的经济体。各家庭位生产供自己使用和消费的食品、纺织品和工具。

这三种形式并不相互排斥，它们也不排斥交换商品的市场。其主要区别在于，这三种组织经济的形式都是以社会层面为基础，并与这些社会关系直接相关。波兰尼认为，这些经济形式分别依赖对称性、集中性和自洽性的社会原则。市场只是作为交易以这些方式无法获得的商品的辅助途径而存在。

## 目錄
- 第一篇 国际体系
  - 第1章 百年和平
  - 第2章 保守的20年代，革命的30年代
- 第二篇 市场经济的兴衰
- 一、撒旦的磨坊
  - 第3章　“居住环境与进步”
  - 第4章　社会与经济制度
  - 第5章　市场制度的演进
  - 第6章　自律性市场及虚拟的商品：劳动力、土地与货币
  - 第7章　1795年的《斯皮纳姆兰法案》
  - 第8章　前提与结果
  - 第9章　赤贫与乌托邦
  - 第10章　政治经济学与社会的发现
- 二、社会的自我保护
  - 第11章　人·自然·生产组织
  - 第12章　自由主义的诞生
  - 第13章　自由主义的诞生（续）：阶级利益与社会变迁
  - 第14章　市场与人
  - 第15章　市场与自然
  - 第16章　市场和生产组织
  - 第17章　自律性市场的损坏
  - 第18章　使国际经济瓦解的压力
- 第三篇 进行中的转变
  - 第19章　民众的政府与市场经济
  - 第20章　社会变革之齿轮中的历史
  - 第21章　错综复杂之社会中的自由

## 版本
該書最初于1944年在美国出版，然后于1945年在英国以The Origins of Our Time（我们时代的起源）為題出版。它于1957年由Beacon Press重新以平装本出版，于2001年出版第2版，由诺贝尔经济学奖得主约瑟夫·斯蒂格利茨作序。
- Polanyi, K. (1944). The Great Transformation. Foreword by Robert M. MacIver. New York: Farrar &amp; Rinehart.
- Polanyi, K. (1957). The Great Transformation. Foreword by Robert M. MacIver. Boston: Beacon Press. ISBN 9780807056790.
- Polanyi, K. (2001). The Great Transformation: The Political and Economic Origins of Our Time, 2nd ed. Foreword by Joseph E. Stiglitz; introduction by Fred Block. Boston: Beacon Press. ISBN 9780807056431.[17]

中文有如下譯本：
- （繁）《鉅變：當代政治、經濟的起源》（1989），遠流出版 ISBN 9789573207757
- （简）《大转型：我们时代的政治与经济起源》（2007），浙江人民出版社 ISBN 9787213034435
- （简）《巨变：当代政治与经济的起源》（2013），社会科学文献出版社 ISBN 9787509740248
- （简）《巨变：当代政治与经济的起源》（2017），社会科学文献出版社 ISBN 9787509786819
- （繁）《鉅變：當代政治、經濟的起源》（2020），春山出版 ISBN 9789869804264
- （简）《大转型：我们时代的政治与经济起源》（2020），当代世界出版社 ISBN 9787509015216

## 其他參考文獻
書
- Block, F., & Somers, M. R. (2014). The Power of Market Fundamentalism: Karl Polanyi's Critique. Harvard University Press. ISBN 0674050711
- Polanyi, K. (1977). The Livelihood of Man: Studies in Social Discontinuity. New York: Academic Press
- David Graeber, Toward an Anthropological Theory of Value; The False Coin of Our Own Dreams, Palgrave, New York, 2001
- David Graeber, Debt: The First 5000 Years (Brooklyn, NY: Melville House Publishing, 2011. Pp. 534. ISBN 9781933633862 Hbk. £55/US $32)

論文
- Block, F. (2003). Karl Polanyi and the Writing of "The Great Transformation". Theory and Society, 32, June, 3, 275–306.
- Clough, S. B., & Polanyi, K. (1944). Review of The Great Transformation. The Journal of Modern History, 16, December, 4, 313–314.
- Review of The Great Transformation （页面存档备份，存于） from Economic History Services （页面存档备份，存于）
- Markets and Other Allocation Systems in History: The Challenge of Karl Polanyi （页面存档备份，存于）
- Karl Polanyi's Battle with Economic History （页面存档备份，存于）. Libertarianism.org
- The free market is an impossible utopia （页面存档备份，存于） (18 July 2014), The Washington Post
- Something That Changed My Perspective: Karl Polanyi’s The Great Transformation （页面存档备份，存于） (2 January 2015), Naked Capitalism